# Arganza (Tineo)
Arganza es una aldea y una de las 44 parroquias de Tineo, Principado de Asturias (España). Está situada al suroeste de la capital del concejo, linda con los pueblos de Rozadiella, Agüera de Carriles, Villarmóu y La Llama, el pueblo tiene forma alargada concentrándose en dos zonas una central donde se encuentran la mayoría de las casas y otra menos al este donde se encuentra la iglesia, la población es escasa de unos 21 habitantes.
Se puede llegar al pueblo por la carretera TI-6.
La iglesia de Santa María es el tercer templo religioso en su historia ya que uno se derribó y el otro fue reconstruido.

## Población
En 2020 contaba con una población de 135 habitantes (INE, 2020) repartidos en un total de 76 viviendas (INE, 2010).

## Entidades de población
La parroquia cuenta con las siguientes entidades de población (entre paréntesis la toponimia asturiana oficial en asturiano y la población según el Instituto Nacional de Estadística y la Sociedad Asturiana de Estudios Económicos e Industriales):
- Agüera de Carriles, aldea (Augüera)
- Arganza, aldea de 17 habitantes (INE, 2020)
- Carriles, aldea
- La Llama, aldea (La Ḷḷama)
- Moure, casería
- Rozadiella, aldea (La Rozadieḷḷa)
- Semellón de Abajo, aldea (Sumión de Baxu)
- Semellón de Arriba, aldea (Sumión d'Arriba)
- Villarmóu, aldea (Viḷḷarmóu)

## Historia
Arganza está referenciada ya en el 905, en el Libro de los Testamentos de la Catedral de Oviedo, por una donación del monarca Alfonso III de Asturias que después fue ratificada por Fruela II.
Los montes de Arganza fueron donados por el rey Vermudo a su capellán Nuño Vusterlani.
En 1453 Suer González de Arganza presenta una carta de aforamiento, datada en esta fecha, en la que el canónigo Ferrán Suárez de Cangas, en nombre del deán y cabildo, había aforado a Juan Fernández de Arganza y a su mujer medio día de bueyes para hacer un hórreo, una casa y huerto, por cuatro maravedíes anuales.

## Actualidad
El pueblo, como muchos otros, está cada vez más abandonado debido en mayor medida a la escasez de población, muchas casas se encuentran sin mantenimiento y otras en ruinas.